# 9 (число)
9 (девять) — натуральное число, расположенное между числами 8 и 10. Оно не является простым числом, а относительно последовательности простых чисел расположено между 7 и 11.

## Свойства
- Квадрат этого числа — 81.
- Куб этого числа — 729.
- Остатки при делении на 9 произвольного числа и суммы его цифр в десятичной записи всегда равны[2];
- Первое нечётное составное число;
- Квадрат числа 3;
- Пятое триморфное число;
- 9 — точная степень (9 = 32). Между 9 и предыдущей точной степенью (8 = 23) нет ни одного простого числа. На 9 марта 2002 года известно лишь пять подобных пар: (8, 9), (25, 27), (121, 125), (2187, 2197), (32 761, 32 768)[3];
- Четвертое число Моцкина;
- 2⁹ = 512
- Имеется 9 минимальных нерёберных подграфов[4];
- 109 называется миллиард, приставки СИ: гига- (Г) для 109 и нано- (н) для 10-9.

## Этимология

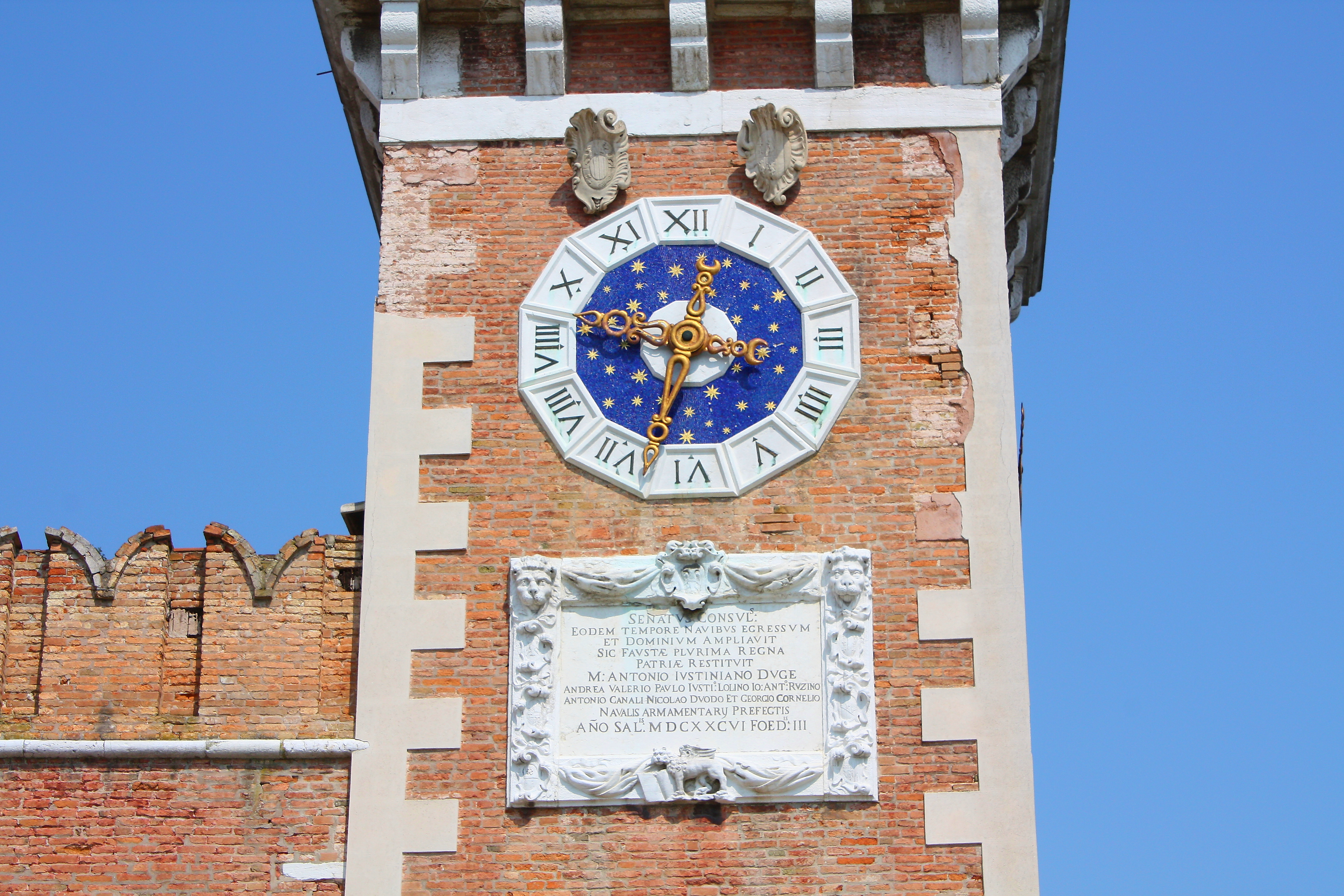
Настенные башенные часы в Венеции с написанием числа VIIII для обозначения девятого часа

Произношение и написание числа девять в большинстве индоевропейских языков (кроме балтославянских и албанского) сходно или почти совпадает с произношением и написанием слова «новый» в каждом из этих языков: англ. nine — new, фр. neuf — neuf, итал. nove — nuovo, исп. nueve — nuevo, порт. nove — novo, нем. neun — neue, лат. novem — novus, ирл. naoi — nua, греч. εννέα — νέος, тадж. нӯҳ — нав,  курд. neh — nu, арм. ինը — նոր (iny — nor), хинди नौ। — नया  (nau — naya). Это объясняется, в частности, особенностями древнего пальцевого счёта, в котором большие пальцы не использовались, и девятка начинала «новую» группу пальцев.

## Дополнительные факты
Арабская цифра «9» по начертанию является перевёрнутой арабской цифрой «6». Во избежание путаницы часто число «6» обозначают точкой после неё — «6.».